# Surdup
Le mont Surdup est le point culminant des monts Kučka krajina, dans les Alpes dinariques. Il culmine à 2 184 mètres d'altitude au Monténégro.
Il est formé d'une longue crête de deux kilomètres de long orientée nord-ouest/sud-est et dépassant 1 800 mètres d'altitude. Plusieurs pics de plus de 2 000 mètres s'en détachent.
Son nom, probablement d'origine valaque, signifierait « précipice », et est passé dans le langage courant pour désigner une surface karstique irrégulière entourée de parois verticales.
Sa hauteur et l'absence d'arbres lui offrent un vaste panorama sur les sommets et vallées alentour.
Il existe quatre itinéraires pour gravir le Surdup : l'itinéraire classique, entièrement balisé, part du Bukumirsko jezero au nord ; l'itinéraire sud-ouest démarre au katun Guzovalja et rejoint le sommet via le col Cafa of Poda ; l'itinéraire suivant la crête principale passe par le col Cafa od Treskavca au nord-ouest ; enfin l'itinéraire sud-est part du katun Rupa Beljeva et rejoint le second au col Cafa od Poda avant de continuer l'ascension vers le sommet.